# 小肠
小肠（英語：small intestine）是消化系统的一部分，平均長達6-7米，是消化管中最長的一段，从在胃部后面一直延伸至大肠，是进行食物消化与吸收的主要器官。对于无脊椎动物而言，一般会采用消化系统或者大肠来描述整个肠道。本篇文章主要针对人类消化系统，但对于消化过程描述也适用于胎盘哺乳动物。小肠的主要作用适用于吸收食物中的营养成分与矿物质，它在消化和吸收营养物质方面起着重要作用。例外情况主要存在于牛或与其类似的哺乳动物，关于这一类动物的消化系统请参见反刍。

## 解剖学
小肠分为以下三部分：
- 十二指肠（duodenum）
- 空肠（jejunum）
- 回肠（ileum）

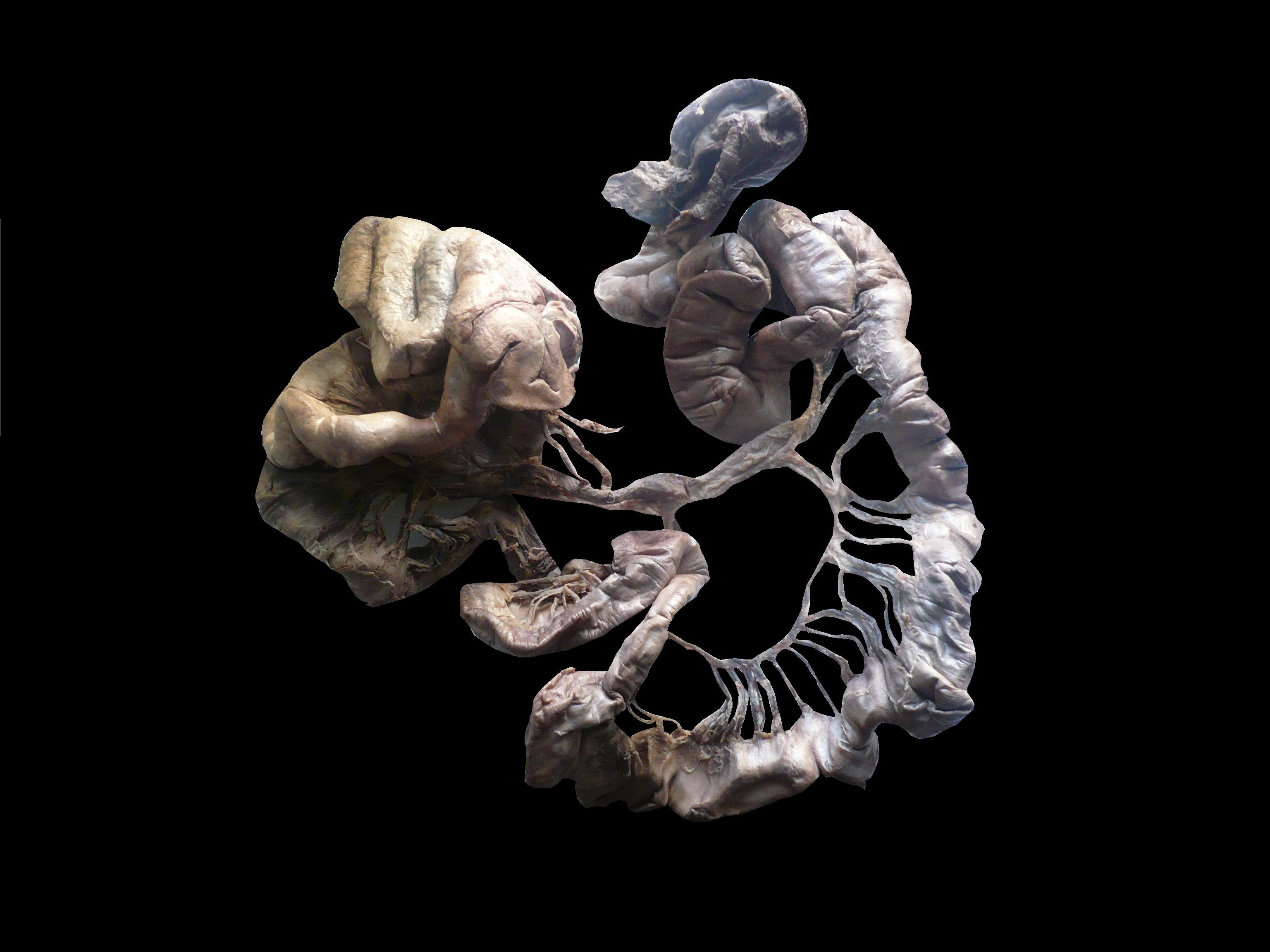
人体小肠实际解剖照，图中央网状结构为腸繫膜血管。

在外科手术中主要认为小肠是由空肠与回肠组成，这两段肠在解剖学中也被称作系膜小肠。
小肠的总长度在物种之间与同一物种内都存在很大的差别，同时还与和肌肉紧张度有关。当肌肉处于松弛状态时（例如人死亡后），小肠的长度将明显增加。由于肌肉紧张程度不同，成人的小肠长度在6到7米之间，而在人在一般時，因為肌肉收縮使小腸的長度介於3-4米之間。十二指肠长度大约为12个手指的宽度总和（约24厘米），空肠大约占小肠总长度的40%，回肠则占大约60%。
为了使消化物中的营养尽可能地被充分吸收，小肠通过环状襞（拉丁語：Plicae circulares）、微绒毛与肠绒毛结构使其内表面面积得到了极大的扩增。环状襞使内表面面积扩大了3倍，肠绒毛使其又扩张了7到14倍，微绒毛使其扩张了15到40倍，绒毛内有丰富的毛细血管、毛细淋巴管。在肠绒毛之间还存在着肠腺（拉丁語：Glandulae intestinales），使得内表面面积可以得到进一步的扩增。这些结构带来的表面积扩张使用于营养物质重吸收的小肠部分内表面面积最终可以达到200m²。

### 十二指肠
十二指肠长约十二个手指的横径，因而得名。呈“C”形，凹内包裹胰脏头部，与幽门相连的一段管壁较薄，粘膜光滑无环形皱褶，称十二指肠球，是溃疡好发部位。十二指肠降部的内壁上有十二指肠大乳头，是胆总管与胰管的共同开口，上方约1—2厘米处有十二指肠小乳头，是副胰管开口。十二指肠腺（拉丁語：Glandulae duodenales）是十二指肠中较为特殊的结构，它存在于十二指肠肠壁的粘膜下组织中，并分泌一种由重碳酸盐组成的粘液素，用于中和消化物中的胃酸。

### 空肠与回肠
空肠粘膜下层的肠腺可分泌消化酶与粘液。肠壁还有孤立及集合的淋巴滤泡。肠腺分泌小肠液，弱碱性，含有肠致活酶和多种消化酶，有的酶可能不是肠腺分泌，而是脱落的肠上皮细胞溶解后进入肠液的。小肠每天约有200克左右的上皮脱落到肠腔。离幽门越远，小肠液的分泌量越少，酶的含量也越少。

### 区别
小肠的三部分在微观角度看起来较为相似，但是也存在着重要的区别，以下表格展示了这些区别：
| 层           | 十二指肠                               | 空肠                       | 回肠                       |

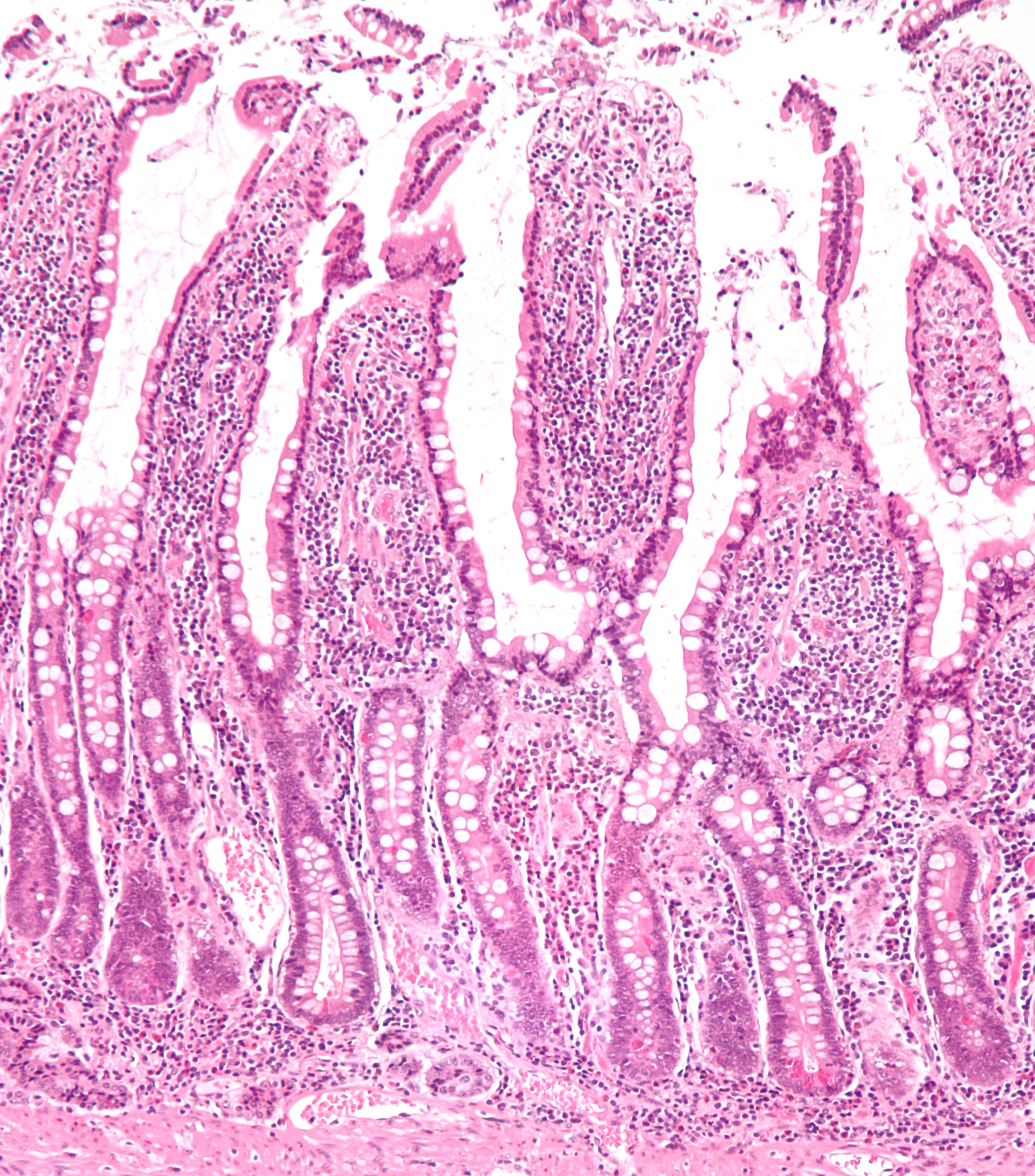
小肠粘膜的显微照相，图中展示了肠绒毛与肠腺。

| 浆膜         | 第一部分为浆膜，第二到四部分为动脉外膜 | 正常                       | 正常                       |
| 肌肉层       | 纵肌与环肌，其间存在奥厄巴赫氏神经丛   | 与十二指肠相同             | 与十二指肠相同             |
| 黏膜下层     | 布倫納氏腺与麦斯纳氏神经丛             | 没有布倫納氏腺             | 没有布倫納氏腺             |
| 粘膜: 肌粘膜 | 正常                                   | 正常                       | 正常                       |
| 粘膜: 固有层 | 没有集合淋巴小结                       | 没有集合淋巴小结           | 集合淋巴小结               |
| 粘膜: 肠上皮 | 单层柱状上皮，拥有杯状细胞与潘氏细胞   | 与十二指肠类似，但绒毛很长 | 与十二指肠类似，但绒毛很短 |

## 生理功能
在胃中的食物通过幽门处的幽门括约肌进入小肠，开始小肠内的消化与吸收过程。食物在小肠内停留的时间一般是3～8小时。人体保留小肠1.1米以上勉强够用。低于1.1米则难以存活。而依靠肠外营养支撑最多维持三年，在这个过程中，肝脏也将会因为被“闲置”久而丧失功能。在大器官移植中，小肠移植因受到强烈的免疫排斥反应和严重感染的威胁，是成功率最低的器官移植之一。小肠粘膜细胞分裂、更新旺盛，但却绝少发生癌变。

### 消化
小肠是化学消化过程的主要发生场所，大部分在小肠工作的消化酶都是由胰脏生成的，并通过胰管进入小肠。消化酶进入肠道是受胆囊收缩素调控的，当小肠内存在营养物质时，小肠就会产生胆囊收缩素。而促胰液素也会促进重碳酸盐的产生，重碳酸盐可以用于中和来自于胃部的可能有害的酸性物质。小腸內部為鹼性。
被消化的三类物质主要是蛋白质、脂质和醣类：
- 蛋白质在被消化前首先会降解成肽类物质和氨基酸[5]。化学的分解过程在胃中已经开始，并在小肠中继续进行。胰脏产生诸如胰蛋白酶和胰凝乳蛋白酶等蛋白水解酶用以将大分子的蛋白质分解成肽，胰脏刷状缘酶羧肽酶一次可以处理一个氨基酸，氨基肽酶和二肽酶则产生氨基酸终产物。
- 脂质（脂肪）会降解为脂肪酸与甘油。胰脂肪酶用来切断甘油三酯的化学键，产生自由脂肪酸与甘油一酸酯，这个过程肝脏与胆囊所产生的胆汁中的胆盐会进行协助。胆盐会与甘油三酯连接并在胰脂肪酶的帮助下乳化他们。由于脂肪酶是水溶性的而饱和的甘油三酯是具有疏水性的，因此在水环境中这两者很难互相接触发生反应。胆盐首先将甘油三酯乳化后就会使得脂肪酶可以与甘油三酯接触进而断开甘油三酯中的化学键，产生更小的物质方便肠道绒毛进行吸收。
- 有些碳水化合物会降解为单糖（例如葡萄糖），有些碳水化合物（例如淀粉）则会被胰淀粉酶把化学键打断后形成低聚糖。还有一些碳水化合物将不会被小肠进行消化，而是进入大肠后由大肠中的细菌进行处理。低聚糖的处理主要由刷状缘酶完成，有些刷状缘酶（例如糊精酶和葡糖淀粉酶）将会将低聚糖进一步降解。此外还有一些刷状缘酶，例如麦芽糖酶、蔗糖酶和乳糖分解酵素。乳糖分解酵素在大部分成人体内已经不存在了，因此乳糖等多糖将不在小肠进行消化。尽管例如纤维素等碳水化合物也是葡萄糖的多聚体，但是他们将完全不会被消化。这是由于乳糖中所含的葡萄糖是β-D-葡萄糖，这与淀粉中所含的α-D-葡萄糖的化学键连接方式不同，人体内没有可以破坏β-D-葡萄糖化学键的酶，因此也就无法被消化，但是这种酶存在于某些食草动物体内以及大肠内细菌内。

### 吸收
经过消化的食物现在可以透过肠壁通过扩散作用进入血液，大部分营养物质都将在小肠中得到吸收。小肠的粘膜上排列着简单的柱状表皮细胞，并被名叫环状襞的结构覆盖。与褶皱结构不同的是，环状襞被认为是可以永久性进行延展和伸缩的结构，而褶皱则不是永久性的。通过显微镜可以观察到环状襞含有类似于手指形状的绒毛结构（拉丁語：Villi），而就单独的表皮细胞而言其又含有类似手指形状的微绒毛结构。环状襞、绒毛与微绒毛的作用是用于扩大小肠内表面积，并给营养吸收提供足够的空间。
每一根绒毛都拥有毛细管网，靠近其表面还有名为乳糜管的淋巴管。绒毛上的表皮细胞将氨基酸和碳水化合物从小肠腔内运送至毛细管中，将脂质运送至乳糜管中。被吸收的营养物质将进入血管中并随血液流动被运送至身体的其他器官去制造如蛋白质等身体必需的复杂化合物。没有被消化和吸收的食物将会进入大肠。
小肠中的营养物质吸收过程主要发生在空肠中，但也有一些例外情况如下：
- 铁元素在十二指肠中被吸收[7]
- 维生素B12与胆盐在末端回肠被吸收[8][9]
- 水与脂质通过被动运输在整个小肠中被吸收
- 碳酸氢钠通过主动运输吸收，葡萄糖与氨基酸通过继发性主动转运吸收
- 果糖通过协助扩散吸收

## 臨床症狀
小肠是複雜的器官，有很多因素可能會影響小肠的機能，以下列出部份的因素，有些是常見的因素，甚至百分之十的人們曾受到這些因素的影響，也有一些因素非常罕見：
- 小肠阻塞或阻塞性疾病
  - 麻痺式肠梗阻
  - 肠扭转
  - 疝氣
  - 沾黏
  - 外部压力造成的梗阻
  - 小肠中其他物體（異物、胃腸結石、膽結石等）造成的梗阻
- 感染性疾病
  - 鞭毛虫
  - 蛔虫病
  - 熱帶口瘡（英语：Tropical sprue）
  - 絛蟲（如廣節裂頭絛蟲、豬肉絛蟲、包膜絛蟲（英语：Hymenolepsis nana））
  - 钩虫（如美洲钩虫（英语：Necator americanus）及十二指肠钩虫（英语：Ancylostoma duodenale））
  - 线虫（如蛔虫）
  - 其他原生動物（如小隱孢子蟲、環孢子蟲（英语：Cyclospora）、微孢子蟲、溶組織內阿米巴）
  - 細菌感染
    - 桿菌，例如大腸桿菌
    - 腸道沙門氏菌
    - 曲狀桿菌
    - 志賀氏菌屬
    - 鼠疫桿菌
    - 艱難梭菌（抗生素性结肠炎、偽膜性結腸炎）
    - 分枝杆菌属（結核桿菌）
    - 惠普尔病
    - 弧菌屬（霍亂）
    - 腸道沙門氏菌（伤寒及副傷寒）
    - 蠟樣芽孢桿菌
    - 產氣莢膜梭菌

  - 病毒感染
    - 輪狀病毒
    - 诺如病毒
    - 星狀病毒科
    - 腺病毒
    - 杯狀病毒科

  - 小腸細菌過度生長
- 肿瘤（癌症）
  - 腺癌
  - 良性肿瘤
  - 胃腸道基質腫瘤（GIST）
  - 淋巴瘤
  - 肉瘤
  - 子宮肌瘤
  - 转移性肿瘤，例如小细胞癌或黑色素瘤
- 发展性，先天性或遗传疾病
  - 肠闭锁（英语：Intestinal atresia）
  - 先天性巨結腸症
  - 梅爾氏憩室（英语：Meckel's Diverticulum）
  - 幽门狭窄症（英语：Pyloric stenosis）
  - 胰腺分裂（英语：Pancreas divisum）
  - 胰腺異位（英语：Ectopic Pancreas）
  - 肠重复囊肿（英语：Enteric duplication cyst）
  - 內臟反位（英语：Situs Inversus）
  - 囊腫性纖維化
  - 肠旋转不良
  - 久存性脐尿管
  - 腹裂
  - 乳糖酶不足
  - 初级胆汁酸吸收障礙（英语：Bile acid malabsorption）
  - 加德納綜合征（英语：Gardner Syndrome）
  - 家族性腺瘤性息肉病（英语：Familial Adenomatous Polyposis）
- 其他原因
  - 克隆氏症及更廣泛的炎症性腸病
  - 盲腸炎
  - 乳糜泻
  - 肠系膜缺血
  - 肠系膜上动脉或是肠系膜上静脉上的栓子或血栓
  - 动静脉畸形
  - 胃倾倒综合征（英语：Gastric dumping syndrome）
  - 肠易激综合症
  - 胃及十二指肠潰瘍
  - 胃肠穿孔（英语：Gastrointestinal perforation）
  - 因各種原因造成的淋巴管阻塞
  - 甲狀腺功能亢進症
  - 糖尿病神经病变
  - 憩室
  - 放射性腸炎
  - 药物性损伤
  - 导流结肠炎
  - 肠系膜囊肿（英语：Mesenteric cyst）
  - 腹膜感染
  - 硬化性腹膜后腔炎